# Klammalm (Dorfgastein)
Die Klammalm ist eine Alm in der Gemeinde Dorfgastein im österreichischen Bundesland Salzburg.

## Lage und Charakteristik
Die Klammalm liegt an den westlichen Ausläufern der Gasteiner Höhe in der Ankogelgruppe. Sie gehört zur Ortschaft Maierhofen und zur Katastralgemeinde Klammstein. Sie ist Teil des Eigenjagdgebiets Rainerbauernjagd. Die Klammalm befindet sich in einer gleichnamigen Gamswild-Ruhezone, die von 1. Dezember bis 31. Mai nicht betreten werden darf.
Eine Almhütte steht auf einer Höhe von 1365 m ü. A. Das Gelände fällt Richtung Nordwesten in das Tal des Klammbachs ab, eines rechten Nebenbachs der Gasteiner Ache. Am Rand der Alm verläuft die Trasse der Versorgungsseilbahn zum Sender Luxkogel.

## Geschichte
Die Seilbahn zum Sender Luxkogel wurde 1967 errichtet und 2023 renoviert. Schon in den 1980er Jahren wurde die Klammalm nur noch als stark extensivierte Galtvieh-Alm geführt, mit einer jährlichen Weidedauer von höchstens 60 Tagen.